# Newburg (Missouri)
Newburg – miasto w Stanach Zjednoczonych, w stanie Missouri, w hrabstwie Phelps.